# Chrysometa lapazensis
Chrysometa lapazensis är en spindelart som beskrevs av Claude Lévi 1986. Chrysometa lapazensis ingår i släktet Chrysometa och familjen käkspindlar.
Artens utbredningsområde är Bolivia. Inga underarter finns listade i Catalogue of Life.